# Bonniera
Genre
Bonniera est un genre végétal de la famille des orchidacées. Les espèces sont endémiques de l'île de La Réunion, département d'outre-mer français dans le sud-ouest de l'océan Indien. Elle est composée de deux espèces : Bonniera appendiculata et Bonniera corrugata.
Le genre est considéré, par ailleurs, comme un synonyme d’Angraecum.